# 151
151 рік — невисокосний рік, що почався в п'ятницю за григоріанським календарем.  Рік темного металевого зайця за Шістдесятирічним циклом китайського календаря.
Римська імперія •  Парфянське царство •  Кушанське царство •  Східна Хань •  Сармати

## Геополітична ситуація
У Римській імперії править імператор Антонін Пій (до 161). Імперія  займає Апеннінський, Піренейський та Балканський півострови, Галлію, частину Британії, Близький Схід, Північну Африку включно з Єгиптом. 
Наймогутніша держава центральної Азії — Парфянське царство. Наймогутніша держава Індостану — Кушанське царство. Династія Хань править у Китаї.  Корейський півострів ділять між собою Три корейські держави. 
Триває докласичний період цивілізації мая.
На території майбутньої України, в степах Причорномор'я, кочують сармати, північніше — племена Черняхівської культури.

## Події

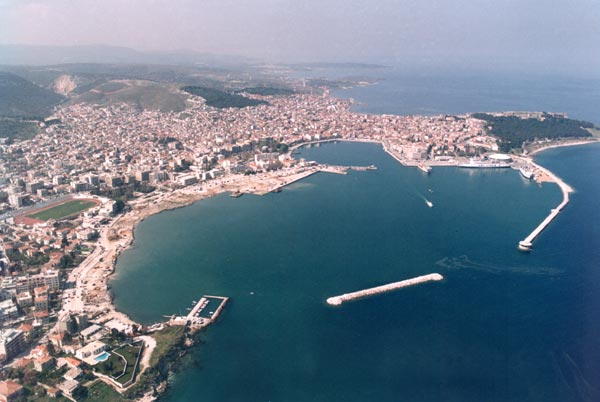
Мітилена сьогодні

- Консулами у Римі були Секст Квінтілій Кондіан та Секст Квінтілій Валерій Максим.
- Міста Мітилена та Смирна зруйновані землетрусом.
- Хуянь, князь хунну, зруйнував китайські військові поселення в Хамі.
- Китайський намісник у Хотані вбив місцевого князя й загинув сам, внаслідок бунту.

## Народились
- Чжун Ю — китайський політик, каліграф часів династій Хань та Вей.

## Померли
- Канішка I — найвідоміший цар Куша.